# Pelahijiwka (Baschtanka)
Pelahijiwka (ukrainisch Пелагіївка; russisch Пелагеевка Pelagejewka) ist ein Dorf im Norden der ukrainischen Oblast Mykolajiw mit etwa 50 Einwohnern (2001).

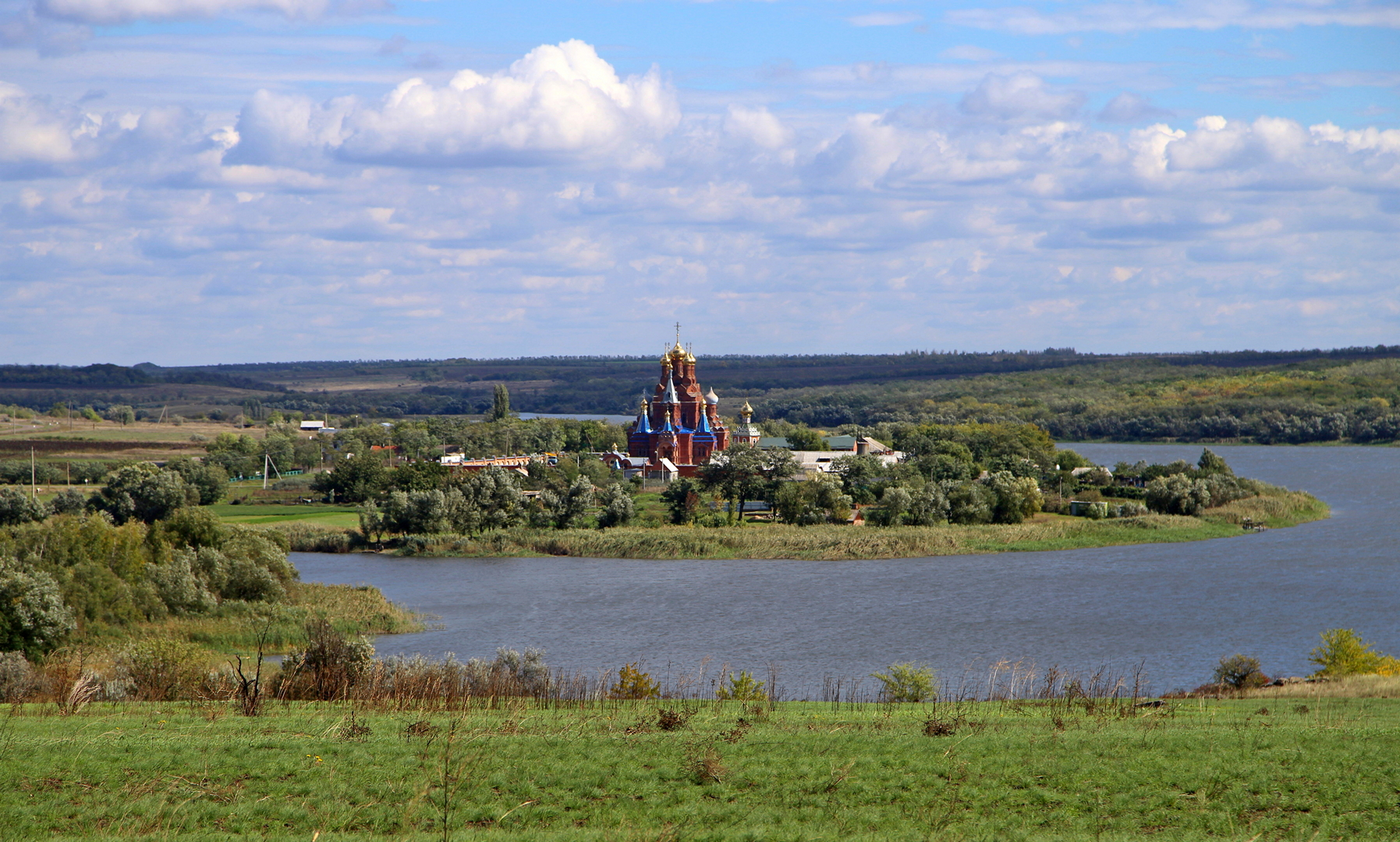
Das auf der Halbinsel gelegene Dorf mit dem Pelahijiwka-Kloster im Zentrum

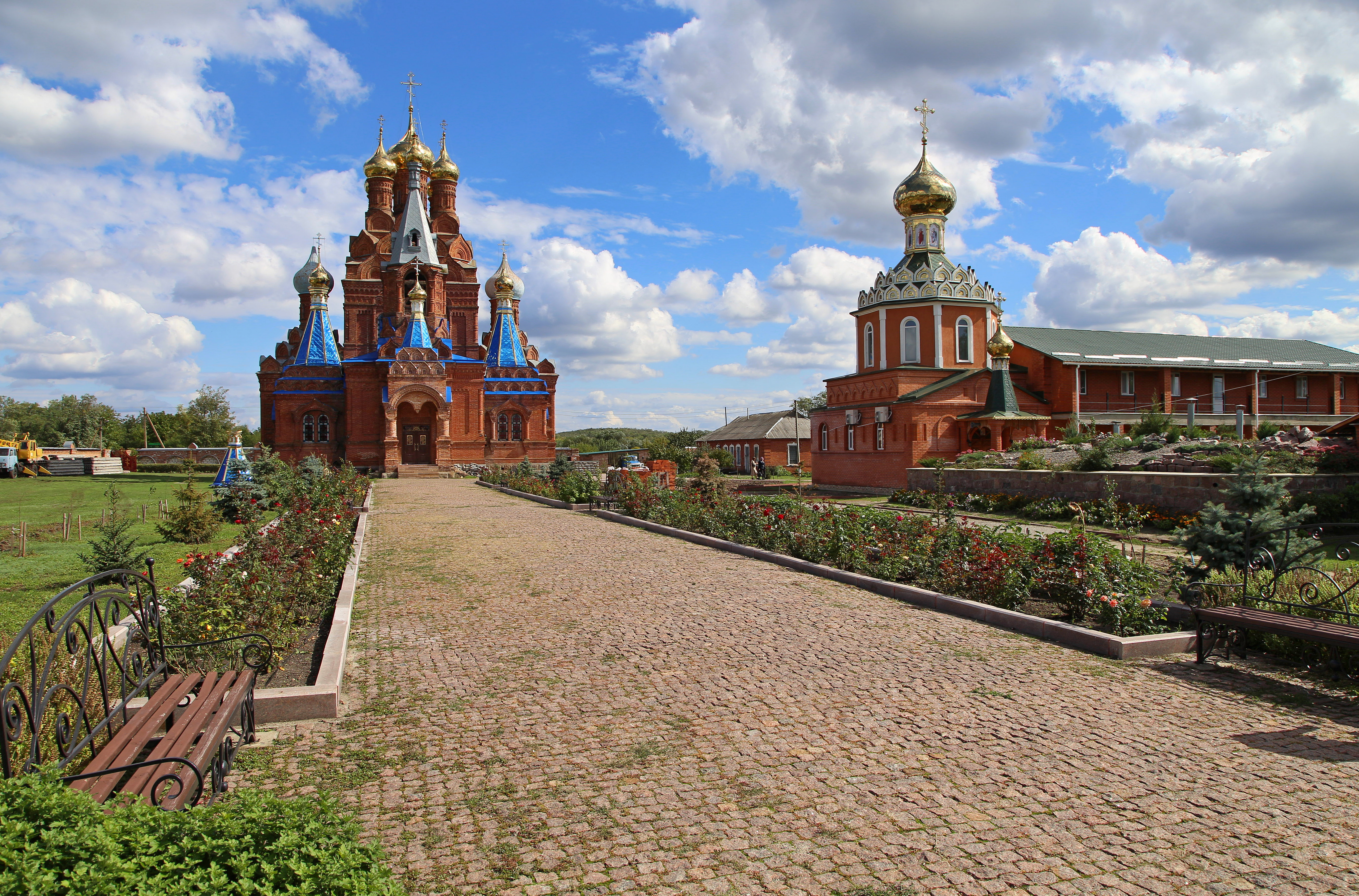
Das Kloster 2013

Die Ortschaft liegt im Landschaftspark Pryinhulsk auf einer Höhe von 80 m auf einer Halbinsel des hier zum Sofija-Stausee (Софіївського водосховища) angestauten Inhul, 5 1⁄2 km südlich vom ehemaligen Gemeindezentrum Kamjane (Кам'яне), 20 km nordöstlich vom ehemaligen Rajonzentrum Nowyj Buh und etwa 105 km nördlich vom Oblastzentrum Mykolajiw.

## Geschichte
Eine archäologische Expedition fand 2003, während einer Untersuchung des Inhul-Gebietes, in der Nähe von Pelahijiwka Siedlungen aus der Spätbronzezeit.
In den 1860er Jahren erwarb der Kaufmann Isidor Charlampijowitsch Durilin (Ісидор Харлампійович Дурилін) das Land am Ufer des  Inhuls, an dem er in den 1870er Jahren einen Weiler gründete und nach seiner Frau Pelahiji Pelahijiwka nannte. 
1890 vermachte er seinen Besitz unter der Bedingung seinen Söhnen, dass diese eine Kirche bauten, woraufhin 1896 der Grundstein für die Kirche gelegt und zwei Jahre später mit dem Bau begonnen wurde.
Die im Jugendstil erbaute Kirche wurde 1904 geweiht und einige Jahre später, kurz nach der Oktoberrevolution, geplündert.
Das heute denkmalgeschützte „Pelahijiwka-Kloster des Erzengels Michael“ der ukrainisch-orthodoxen Kirche (Архангело-Михайлівський Пелагіївський жіночий монастир УПЦ (МП) Archanhelo-Mychajliwskyj Pelahijiwskyj schinotschyj monastyr UPZ (MP)) wurde 1994 komplett renoviert.
Am 12. Juni 2020 wurde das Dorf ein Teil der Landgemeinde Sofijiwka; bis dahin gehörte es zur Landratsgemeinde Kamjane im Norden des Rajons Nowyj Buh.
Seit dem 17. Juli 2020 ist es ein Teil des Rajons Baschtanka.